# Пиратски метъл
Пиратски метъл е поджанр на хевиметъл музиката. Характеризира се с включването на пиратска митология в музиката. В текстовете често се използва пиратски жаргон и различни музикални жанрове, като траш метъл, спийд метъл и фолк метъл се комбинират с традиционно-звучащи песни като хоровите песни на моряците по време на работа в миналото. Народни инструменти като хармониката могат да бъдат включени или емулирани със синтезатори. Членовете на бандата се обличат в тематични костюми по време на изпълненията си, като присъстващите на концерта също често го правят. Пиратският метал понякога е наричан от медиите нетрадиционен музикален жанр.

## История и известни групи
Най-ранният пример за пиратски метал е от 1987 г., когато немската хевиметъл група „Running Wild“ издава третия си албум „Under Jolly Roger“. Според Ролф Каспарек, вокалист и китарист на Running Wild, пиратската тема на албума не е била планирана, а се заформя заради заглавната песен на албума. В крайна сметка са създадени подходящи декорации и костюми за бъдещите концерти. Пиратските текстове също така се превръщат в начин да се предаде политическо послание на групата, тъй като използването на дявола като символична фигура в първия им албум е разбрано погрешно. Каспарек започва да чете за пирати и след като намира всичко за „много интересно“, той включва мотивите в тяхната музика. Темата е разширена по време на репетициите за четвъртия албум, Port Royal, и стилът на групата е утвърден.
Въпреки че Каспарек в началото се интересува повече от истинските истории за Златния век на пиратството, пиратският метал в крайна сметка е вдъхновен от неточностите, които са изобразени в романи и холивудски филми.
Може би най-известната, изпълняваща в днешно време този стил на хевиметъла група, е шотландската „Alestorm“.
„Swashbuckle“ е друга група, известна с пиратската тематика на музиката си, а и още с хумористичните си сценични изпълнения.
|  | Тази страница частично или изцяло представлява превод на страницата Pirate metal в Уикипедия на английски. Оригиналният текст, както и този превод, са защитени от Лиценза „Криейтив Комънс – Признание – Споделяне на споделеното“, а за съдържание, създадено преди юни 2009 година – от Лиценза за свободна документация на ГНУ. Прегледайте историята на редакциите на оригиналната страница, както и на преводната страница, за да видите списъка на съавторите. ВАЖНО: Този шаблон се отнася единствено до авторските права върху съдържанието на статията. Добавянето му не отменя изискването да се посочват конкретни източници на твърденията, които да бъдат благонадеждни. |